# MATE
MATE，为一桌面环境，由已經停止官方维护的 GNOME 2 源代码衍生而来。MATE 得名于南美植物巴拉圭冬青（yerba mate）。由于 GNOME 3 在界面上的激进变动，导致诸多批评，因而许多人决定创建一个 GNOME 的衍生桌面环境，维持 GNOME 2 的传统风格。更名是為了避免與 GNOME 3 的組成元件產生衝突。

## 歷史
因為 GNOME 3 以 GNOME Shell 為基礎所建立的使用者介面取代傳統的擬真介面。這導致了一些 Linux 社群的批評。許多使用者拒絕使用新的 GNOME 介面，並要求其他開發者繼續開發 GNOME 2 。這個專案最初是由 Arch Linux 的部份使用者發起的。

## 应用程序
一些 GNOME 程序已经成功移植：
- Caja - 文件管理器（源自 Nautilus）
- Pluma - 文本编辑器（源自 Gedit）
- Eye of MATE - 图像浏览器（源自 Eye of GNOME）
- Atril - 文档浏览器（源自 Evince）
- Engrampa - 压缩工具（源自 File Roller）
- MATE Terminal - 终端機模拟器（源自 GNOME終端機（英语：GNOME Terminal））
- Marco - 窗口管理器（源自 Metacity）

## 未來發展
Caja 加入了復原／取消復原 以及比較檔案取代前後的不同的新功能 。MATE 1.6 移除了一些過時的函式庫。MATE 1.18 已全部移植至GTK3+。

## 採用
MATE 1.20 於2018年2月7日釋出。可通過以下 Linux 發行版的官方資料庫獲得：
- Arch Linux
- Alpine Linux
- Antergos
- AOSC （页面存档备份，存于）
- Debian
- Fedora
- Gentoo
- GNU Guix and GNU GuixSD （页面存档备份，存于）
- Linux Mint
- Mageia
- Manjaro
- openSUSE
- Parrot Security OS （页面存档备份，存于）
- PCLinuxOS
- PLD Linux
- Point Linux （页面存档备份，存于）
- Sabayon Linux
- Salix （页面存档备份，存于）
- Solus
- Ubuntu
- Ubuntu MATE
- Vector Linux
- Void Linux

非官方資料庫
- Slackware

BSD
- GhostBSD
- FreeBSD
- OpenIndiana
- PC-BSD

你也可以詢問 DistroWatch.com 網站所有支援 MATE 的發行版。

## 外部連結
- 官方网站 （页面存档备份，存于）
- 官方网站 (简体中文) （页面存档备份，存于）
- 官方网站 (繁體中文) （页面存档备份，存于）
- 官方 wiki (英语) （页面存档备份，存于）